# Los Irrompibles
Los Irrompibles es una agrupación política de orientación progresista que surgió dentro de la Unión Cívica Radical (UCR) en la Ciudad Autónoma de Buenos Aires, Argentina, durante la década de 1990. Liderada por el dirigente Leandro Santoro, se consolidó como una corriente juvenil con identidad alfonsinista.

## Historia
La agrupación nació a comienzos de los años 1990 en el seno de la Juventud Radical porteña, identificándose con los valores del alfonsinismo frente al giro conservador de sectores del partido. Sus mayores referentes son Leandro Santoro, politólogo y diputado nacional y Alejandro Grillo legislador porteño, activos desde la juventud en la UCR.
Su actividad se construyo en el seno del radicalismo porteño, impulsando actividades políticas y formativas en universidades y comités barriales. Su discurso se centró en la reivindicación de las políticas impulsadas por Raúl Alfonsín durante su presidencia, y en la crítica a sectores del partido que consideraban alejados de esa línea histórica.
Durante los años siguientes, Los Irrompibles participaron de la vida interna del partido, sin ocupar cargos orgánicos relevantes en las estructuras oficiales de la UCR. 
En abril de 2022, el espacio se fracturó debido a desacuerdos por el alineamiento de Santoro con el kirchnerismo; esto llevó a una escisión que originó el espacio Fuerza Colectiva.
Sin embargo, un sector del grupo continuó activo bajo la denominación original, y trabajó a nivel nacional presentándose como fuerza dentro de la coalición Unión por la Patria en las elecciones de 2023 y Es Ahora Buenos Aires en las elecciones legislativas de 2025

## Origen
El nombre “Los Irrompibles” surgió en 1999, durante una vigilia frente al Hospital Italiano en la Ciudad de Buenos Aires, donde un grupo de militantes radicales permaneció durante más de cuarenta días acompañando la internación del expresidente Raúl Alfonsín, quien se encontraba hospitalizado tras un accidente automovilístico. Los integrantes de ese grupo militaban en el comité partidario de la calle Formosa 114, en el barrio de Caballito. Leandro Santoro, entonces estudiante, fue uno de los participantes y más adelante se convirtió en el principal referente del espacio.

## Desarrollo dentro de la UCR
Durante la década de 2000 y principios de 2010, Los Irrompibles se destacaron como espacio de militancia barrial y universitaria, con un discurso centrado en la renovación de la UCR y la defensa de políticas de Estado social.

## Ruptura institucional
A partir de 2015, y en rechazo al acuerdo electoral entre UCR, PRO y Coalición Cívica que fundó Cambiemos, Santoro se alejó del radicalismo, afirmando públicamente que prefería “dejar la política antes que militar para Macri presidente”  . Poco después, asumió roles en el Frente para la Victoria (FpV) y posteriormente en el Frente de Todos, llegando a ocupar cargos como subsecretario y diputado nacional.

## La Efervescente, movimiento estudiantil y juventud
Uno de los frentes donde Los Irrompibles han desarrollado mayor actividad en los últimos años es el del movimiento estudiantil, en especial en alianza con otras agrupaciones juveniles del progresismo porteño como La Efervescente. Ambas organizaciones integran espacios de militancia por una agenda progresista liderados por Leandro Santoro.
La Efervescente es un espacio político juvenil con presencia en escuelas secundarias y universidades de la Ciudad Autónoma de Buenos Aires. Su actividad se desarrolla en el ámbito local, con una perspectiva federal, y tiene como objetivo incidir en la vida política de la ciudad. La organización se identifica con el proyecto kirchnerista, al que considera origen de una etapa de recuperación democrática, económica y social en Argentina. En este marco, promueve una actualización generacional del proyecto, adaptándolo a los desafíos contemporáneos.
En 2022, durante una ola de tomas en escuelas secundarias públicas de la Ciudad de Buenos Aires, sectores vinculados a diversas agrupaciones estudiantiles llevaron adelante la toma de los establecimientos educativos, en reclamo por mejoras edilicias, condiciones de cursada y viandas escolares. La movilización fue impulsada por agrupaciones secundarias, entre ellas espacios cercanos a La Cámpora y La Efervescente.
En abril de 2024, en el contexto de movilizaciones en defensa del financiamiento de la educación pública, se registraron denuncias de estudiantes de la Universidad Argentina de la Empresa (UADE) por presuntas sanciones disciplinarias aplicadas a quienes promovían la participación en marchas convocadas por el movimiento universitario. Estas actividades contaron con la coordinación de La Efervescente.

## Historial electoral
|  | 21,91 % |

|  | 21,26 % |

|  | 25,06 % |

|  | 22,17 % |

|  | 32,27 % |

|  | 27,35 % |

### Elecciones al Congreso

#### Cámara de Diputados
|  | 21,91 % |

|  | 21,26 % |

|  | 25,06 % |

|  | 32,27 % |

|  | 27,35 % |